# Шабалов Олександр Анатолійович
Олександр Шабалов (латис. Aleksandrs Šabalovs, англ. Alexander Shabalov, 12 вересня 1967, Рига) — радянський, литовський та американський шахіст.

## Шахова кар'єра
Олександр Шабалов виступав у юніорських змаганнях і став чемпіоном СРСР до 16. Належав до когорти учнів Михайла Таля, гравців Ризького шахово-шашкового клубу. Виступав за цю ризьку команду на клубному чемпіонаті СРСР, а за збірну Латвії — на командному чемпіонаті СРСР 1986 (на першій шахівниці) та олімпіаді в Манілі (V місце в командному заліку). На початку 90-х емігрував до США. З 1993 офіційно виступає під американським прапором. Чотири рази здобував титул чемпіона США: 1993 (разом із Олексієм Єрмолинським), 2000 (разом із Джоелем Бенджаміном і Яссером Сейраваном), 2003/2004 та 2007. 1993 року виграв турнір U.S. Open у Нью-Йорку, 1999 — MK Cafe в Кошаліні. 2001 з Володимиром Акопяном, Володимиром Бакланом і Михайлом Красенковим поділив перемогу в Бад-Вісзе. Брав участь у розіграші світової першості в Москві та вийшов у другий раунд, аж там поступився Олександрові Халіфману. 2002 року посів перше місце в Ціндао та на Aerofłot Open. 2003 тріумфував у Лос-Анжелесі та поділив перше місце в Кюрасао. 2005 разом з Олександром Арещенком святкував перемогу в Порт-Еріні, наступного року був першим зі Стеліосом Халкіасом у Бад-Вісзе. 2009 переміг на Чемпіонат Америки у Сан-Паулу, турнірі, що визначає найсильнішого шахіста обох Америк. У 2012 та 2014 здобував бронзові нагороди цього турніру.
У 1994, 1998, 2000 та 2004 роках виступав на олімпіадах за збірну США. В Елісті 1998 команда виборола срібні нагороди, Шабалов грав на другій шахівниці; 2004 року американці посіли 4-те місце (Шабалов знову грав другим номером).
Вважається прихильником винятково гострої динамічної гри, схильний до дедалі більшого ускладнення позиції. За словами гросмейстера Ніка де Фірміана, що коментував одну з партій Олександра, "в настільки шаленій позиції тільки Шабалов і Fritz здатні успішно зіграти" (англ. position so crazy that only Shabalov or Fritz could play it well).
Найвищим рейтинговим досягненням Шабалова є 2645 пунктів та 29-те місце в списку найсильніших шахістів світу (2-ге серед шахістів США) в липні 1998.

## Зміни рейтингу
| На цьому місці має відображатися графік чи діаграма, однак з технічних причин його відображення наразі вимкнено. Будь ласка, не видаляйте код, який викликає це повідомлення. Розробники вже працюють для того, щоби відновити штатне функціонування цього графіка або діаграми. | |
| | На цьому місці має відображатися графік чи діаграма, однак з технічних причин його відображення наразі вимкнено. Будь ласка, не видаляйте код, який викликає це повідомлення. Розробники вже працюють для того, щоби відновити штатне функціонування цього графіка або діаграми. |

## Зовнішні посилання
- Aleksander Szabałow [Архівовано 23 квітня 2011 у Wayback Machine.] – вибрані шахові партії
- Aleksander Szabałow [Архівовано 3 березня 2016 у Wayback Machine.] – картка на сайті FIDE
- Interview with Alexander Shabalov [Архівовано 17 квітня 2012 у Wayback Machine.]